# Concerto for Flute, Harp, and Orchestra (Mozart)
Concerto cho flute, hạc cầm và dàn nhạc giao hưởng cung Đô trưởng, K. 299/297c là bản concerto dành cho bộ đôi flute-hạc cầm của nhà soạn nhạc thiên tài người Áo Wolfgang Amadeus Mozart. Đây là bản concerto duy nhất Mozart viết cho đàn hạc cầm và cũng là một trong hai bản concerto duy nhất thực sự viết cho bộ đôi nhạc cụ. Tuy nhiên, đây là một trong những bản concerto hay nhất của ông.

## Hoàn cảnh sáng tác
Mozart viết tác phẩm này vào tháng 4 năm 1778 khi đang ở Paris, cụ thể là ở Cung điện Guînes, dưới sự ủy quyền của Adrien-Louis de Bonnières, Công tước Guînes, một nghệ sĩ flute, và người con gái của ông, Marie-Louise-Philippine de Bonnières, người đang có những bài học về hạc cầm dưới sự dạy dỗ của Mozart. Người ta vẫn chưa thể xác định chắc chắn liệu cha con nhà công tước có biểu diễn tác phẩm này không.

## Những điểm đáng chú ý
Ở thời kỳ âm nhạc Cổ điển, đàn hạc được coi là một piano không liên tục. Chính vì vậy, việc kết hợp flute và đàn hạc vào một tác phẩm là một điều không hề bình thường. Có thể chính vì lý do này mà Mozart nghi ngờ về cái hay của mà đàn hạc có thể thể hiện và không viết một tác phẩm nào liên quan đến nó nữa. 

## Vẻ đẹp của tác phẩm
Tác phẩm của Mozart, theo truyền thống nhạc cổ điển châu Âu của một bản concerto, có 3 chương:

### Chương 1:Allegro
Đây là một chương nhạc nhanh. Chủ đề đầu tiên của tác phẩm được cả dàn nhạc cất lên, chủ đề thứ hai được giới thiệu bởi kèn horn. Cả hai chủ đề này đều mang hình thức sonata. Sau đó, các nghệ sĩ độc tấu thể hiện lại chúng. Trong chương này, chúng ta có thể tưởng tượng rằng tiếng flute là dòng không khí ấm áp trong lành ở bên trên, còn tiếng đàn hạc là tiếng nước suối chảy ở phía dưới. Cả hai hòa tấu trong một khu rừng âm nhạc với những giai điệu nhẹ nhàng của dàn nhạc.

### Chương 2: Andantino
Đây là chương nhạc chậm duy nhất của tác phẩm và có lẽ là chương được biết đến nhiều nhất của tác phẩm. Chủ đề của chương được cất lên bởi các nhạc cụ bộ dây và phát triển thành các biến thể. Phần cadenza dẫn đến một khúc coda, lúc mà cả nghệ sĩ độc tấu và dàn nhạc tập trung vào các chủ đề trữ tình. Gần cuối tác phẩm, ta có thể coi đó là một đoạn tâm sự giữa flute và đàn hạc. 

### Chương 3:Rondeau-Allegro
Chương cuối này được diễn tả bởi hình thức A-B-C-D-{}-cadenza-A (coda). Một số nhà phê bình âm nhạc cho rằng đây không đơn thuần là một khúc rondo điển hình. bởi vì trong C và D vẫn còn nghe thấy các giai điệu của A.
Nói chung, tác phẩm là một trong những tác phẩm mang phong cách đặc trưng của Mozart: hồn nhiên, trong sáng. Ngay cả nỗi lòng ở trong chương 2 cũng là nỗi lòng của một đứa trẻ thơ ngây chứ không phải của một người lớn, một nỗi lòng man mác và không quá bị nặng nề. 

## Âm thanh
| Concerto cho flute, hạc cầm và dàn nhạc giao hưởng của Mozart, chương 1 |  |
|                                                                         |  |
|                                                                         |  |

| Concerto cho flute, hạc cầm và dàn nhạc giao hưởng của Mozart, chương 2 |  |
|                                                                         |  |
|                                                                         |  |

| Concerto cho flute, hạc cầm và dàn nhạc giao hưởng của Mozart, chương 3 |  |
|                                                                         |  |
|                                                                         |  |